# Ančar jedovatý

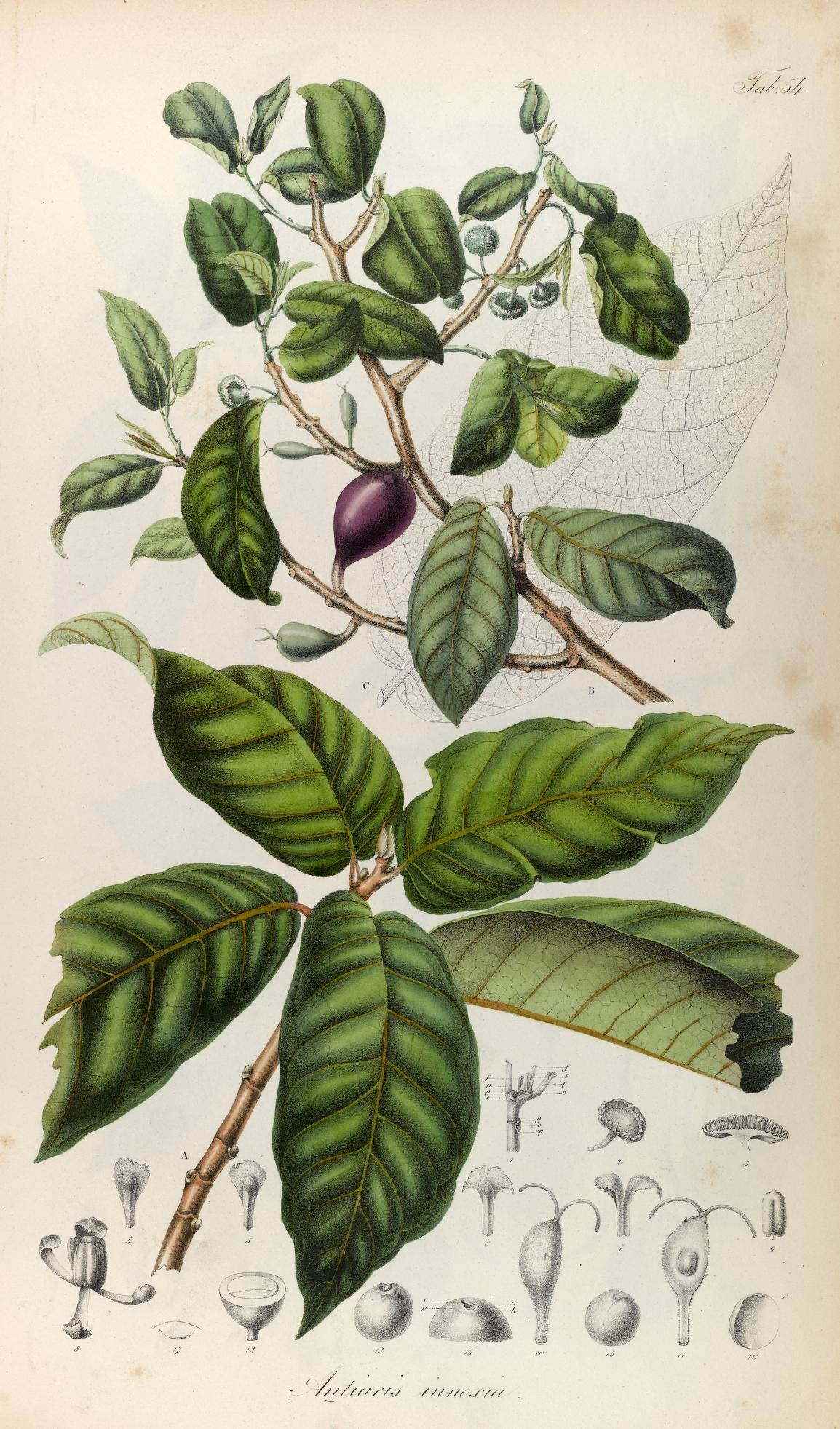
Ančar jedovatý na botanické ilustraci z roku 1835

Ančar jedovatý (Antiaris toxicaria) je druh rostliny z čeledi morušovníkovité a jediný druh rodu ančar. Je to mohutný strom, dorůstající výšky až 50 metrů. Listy jsou jednoduché a střídavé, samčí květy v dužnatých terčovitých květenstvích, samičí jednotlivé nebo po dvou, obklopené hruškovitým květním lůžkem. Plodem je pseudopeckovice. Druh je široce rozšířen v tropech Starého světa od Afriky až po Austrálii a Tichomoří.
Rostlina roní při porušení pletiv bílý latex, obsahující srdeční glykosidy. Pokud se tyto látky dostanou do krve, dochází k otravě a zástavě srdce. Při požití rostlina významně toxická není. V jihovýchodní Asii je latex používán jako surovina k výrobě účinných šípových jedů. Rostlina je využívána v africké i asijské tradiční medicíně. Poskytuje lehké dřevo, používané zejména na výrobu překližek a dýh.

## Popis
Ančar je mohutný, stálezelený, jednodomý nebo řidčeji dvoudomý strom, dorůstající výšky 25 až 50 metrů. Kmen bývá štíhlý, ve stáří někdy s kořenovými náběhy. Při poranění roní bílý latex. Listy jsou jednoduché, střídavé, dvouřadě uspořádané, krátce řapíkaté, s celokrajnou až zoubkatou, 7 až 19 cm dlouhou, eliptickou až obvejčitou čepelí se zaoblenou až srdčitou bází. Žilnatina je zpeřená, tvořená 10 až 13 páry žilek. Na líci jsou listy tmavě zelené a s řídkými dlouhými chlupy, na rubu bledě zelené a hustě chlupaté. Palisty jsou drobné, kopinaté, opadavé.
Jednopohlavná květenství vyrůstají na krátkých výhonech, zpravidla 1 až 2 samičí a až 8 samčích. Samčí květenství jsou terčovitá, stopkatá, dužnatá, asi 1,5 cm široká, tvořená mnoha volnými květy se 2 až 7 volnými okvětními lístky a 2 až 4 tyčinkami s velmi krátkými nitkami. Samičí květenství jsou přisedlá až stopkatá, tvořená jedním nebo řidčeji dvěma květy se čtyřčetným okvětím a polospodním semeníkem, a obklopená hruškovitým receptákulem. Semeník je polospodní, spojený s receptákulem, a nese šídlovitou dvouramennou čnělku. Plodem je jasně až purpurově červená, asi 1,2 až 2,5 cm velká pseudopeckovice hruškovitého tvaru. Na vzniku dužnatého oplodí se podílí i květní lůžko.

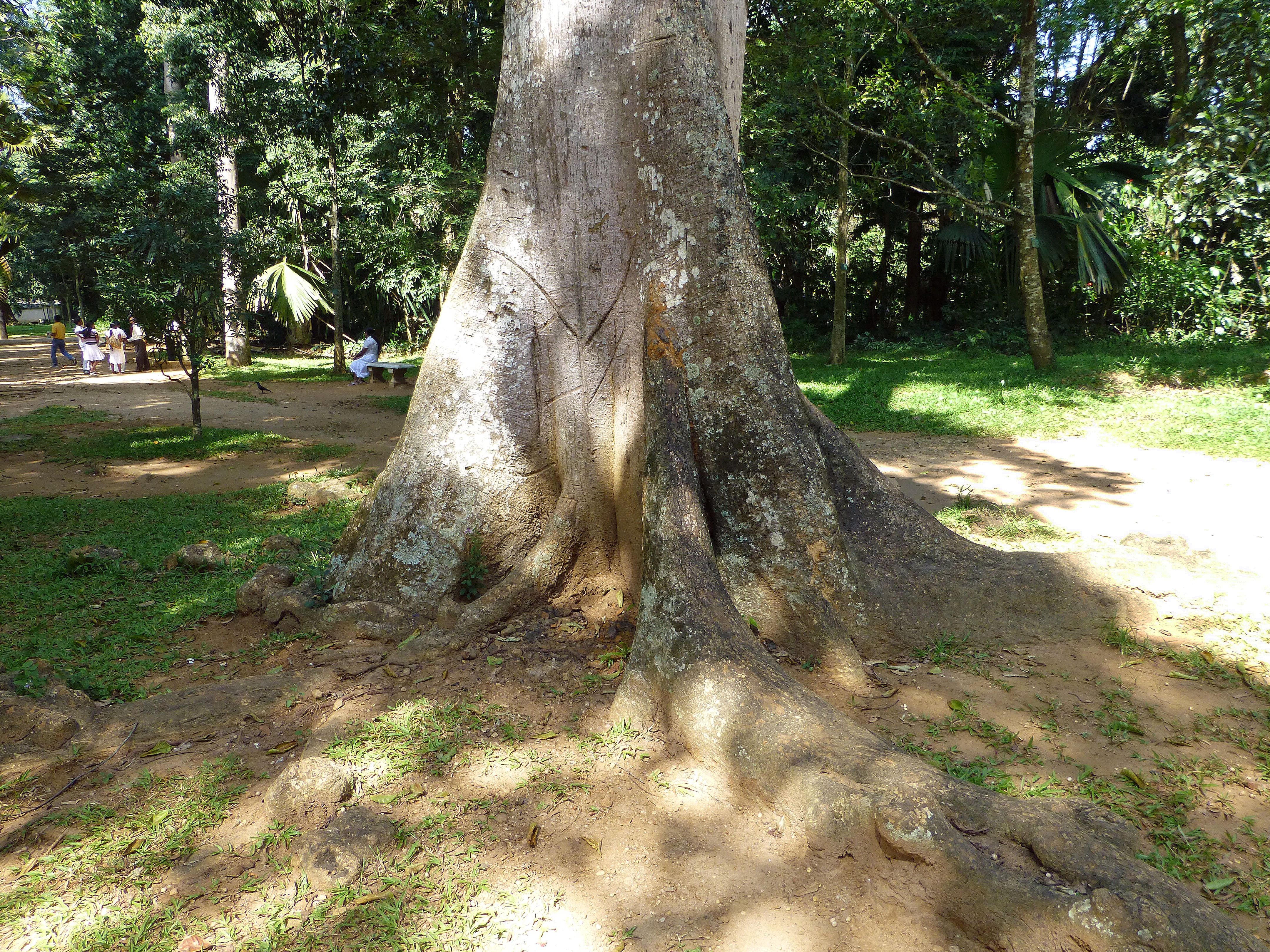
Pata kmene ančaru
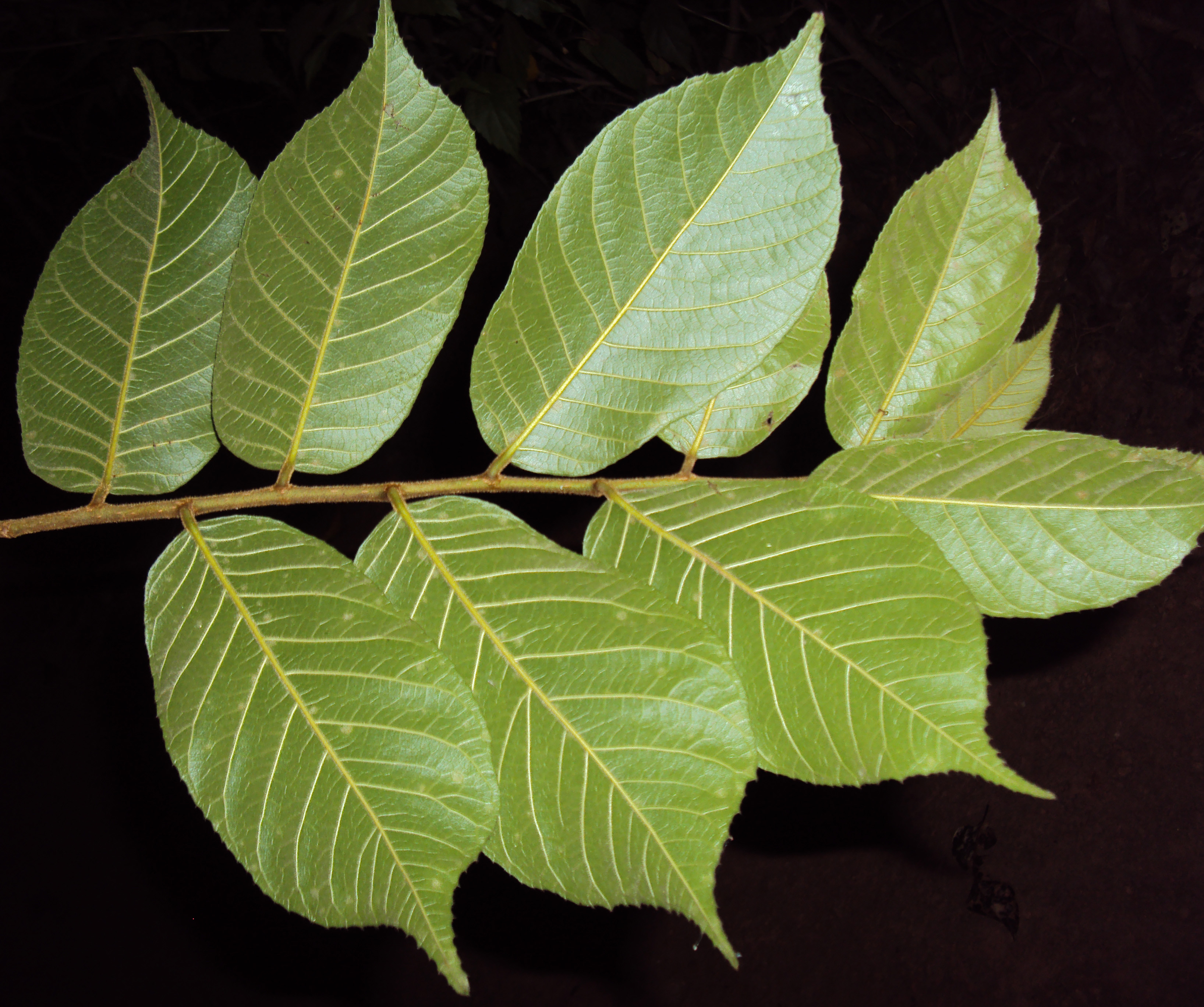
Listy ančaru
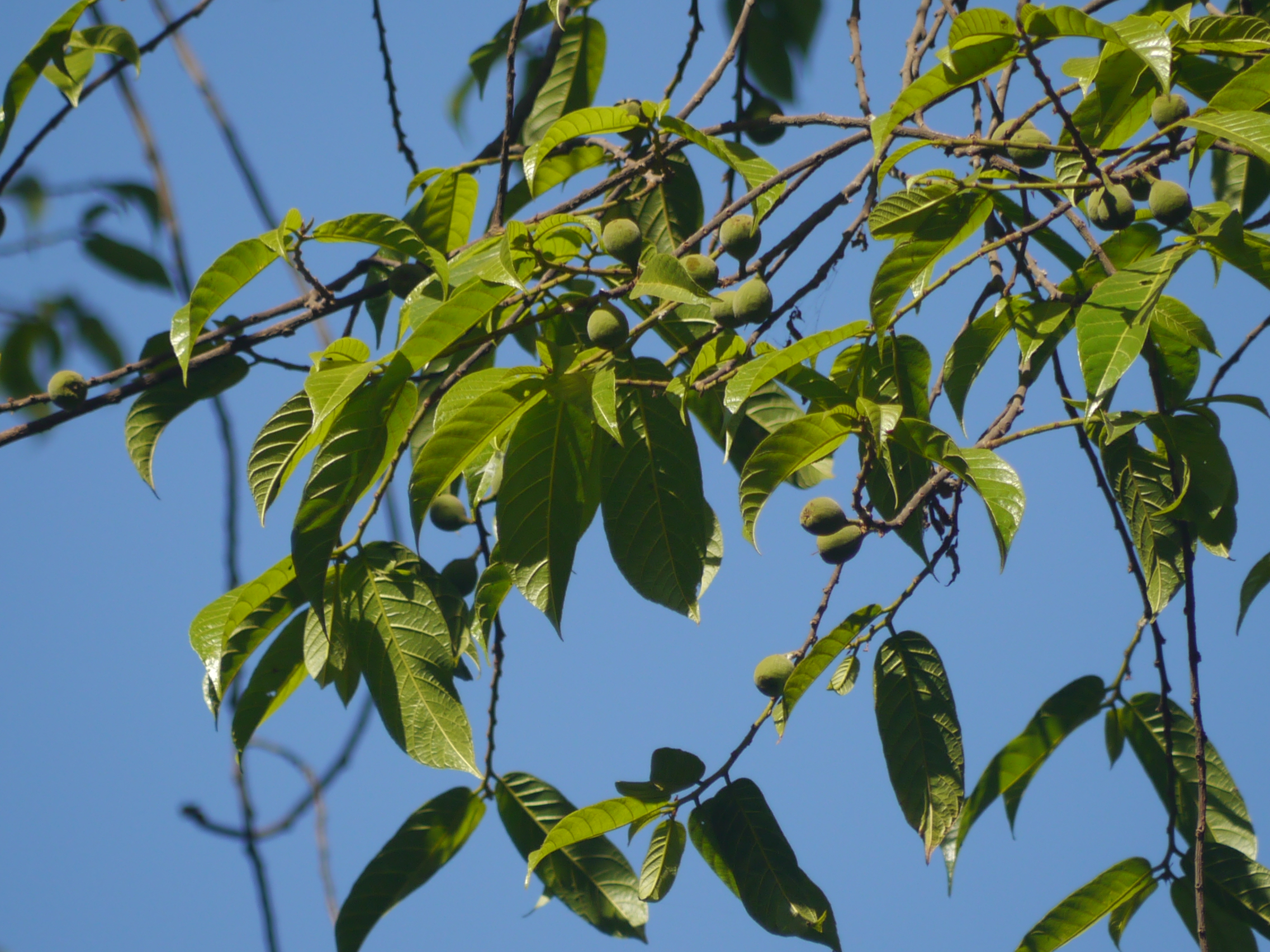
Větve s plody

## Rozšíření
Ančar je paleotropický druh, široce rozšířený od subsaharské Afriky přes tropickou Asii až po Austrálii a Tichomoří. Areál v Africe sahá od Senegalu a zemí Guinejského zálivu na východ po jižní Etiopii a na jih po Angolu, Zambii a Tanzanii. Zahrnuje i Madagaskar a jih Arabského poloostrova. V Asii je ančar rozšířen od Indie a jižní Číny přes Indočínu a jihovýchodní Asii po tichomořská souostroví Fidži a Tonga. V Austrálii je výskyt omezen na vlhčí severovýchodní a severní část kontinentu.
Ančar roste jako emergentní (přesahující okolní stromové patro) strom v primárních tropických deštných lesích, poloopadavých, bažinatých i poříčních lesích, na savanách i v pobřežních oblastech. Vyskytuje se zpravidla v nižších nadmořských výškách do 1500 metrů.

## Ekologické interakce

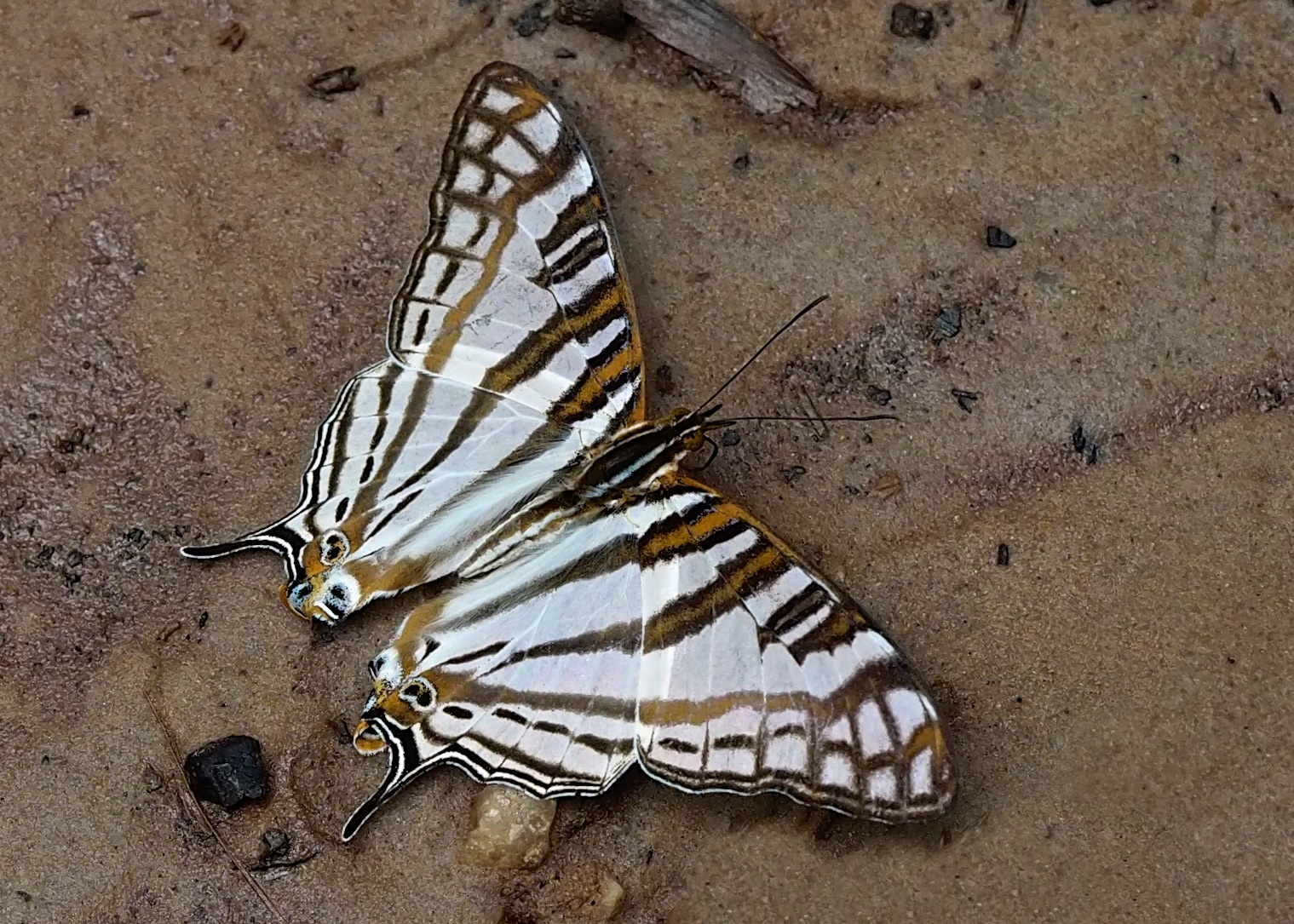
Africká babočka Cyrestis camillus

Květy ančaru jsou zřejmě opylovány větrem. Plody vyhledávají a konzumují rozliční ptáci a netopýři i jiní savci.
V Africe je ančar živnou rostlinou housenek několika druhů babočkovitých motýlů (Cyrestis camillus, Pseudoneptis bugandensis, P. ianthe) a některých můr.

## Obsahové látky a jedovatost
Mléčný latex obsahuje proměnlivé množství srdečních glykosidů (asi 0,1 až 0,5 %), mezi nimiž převládá α- a β-antiarin. Účinek těchto látek na srdeční činnost je silnější než u digitalinu z náprstníku.
Při požití k otravě většinou nedochází, neboť účinné látky se nevstřebávají trávicím traktem. V krevním oběhu působí v malém množství jako stimulans srdeční činnosti, při větších dávkách dochází k otravě, provázené zvracením a křečemi a vedoucí k zástavě srdce. Intravenózně podané glykosidy z latexu ančaru v množství 1 mg usmrtí psa během 3 až 9 minut. Mechanismus účinku spočívá v ovlivnění aktivity molekulární sodno-draselné pumpy v srdečním svalu. Latex také stimuluje stahy trávicího systému a dělohy.
Prach vznikající při opracování dřeva může způsobit podráždění kůže a astma.
V některých zdrojích se uvádí, že africké formy tohoto druhu jsou téměř nejedovaté. Vysvětluje se to tím, že v Africe se na rozdíl od Asie nepoužívá latex na šípové jedy a nejsou zde proto zkušenosti s jeho toxicitou v krevním řečišti.

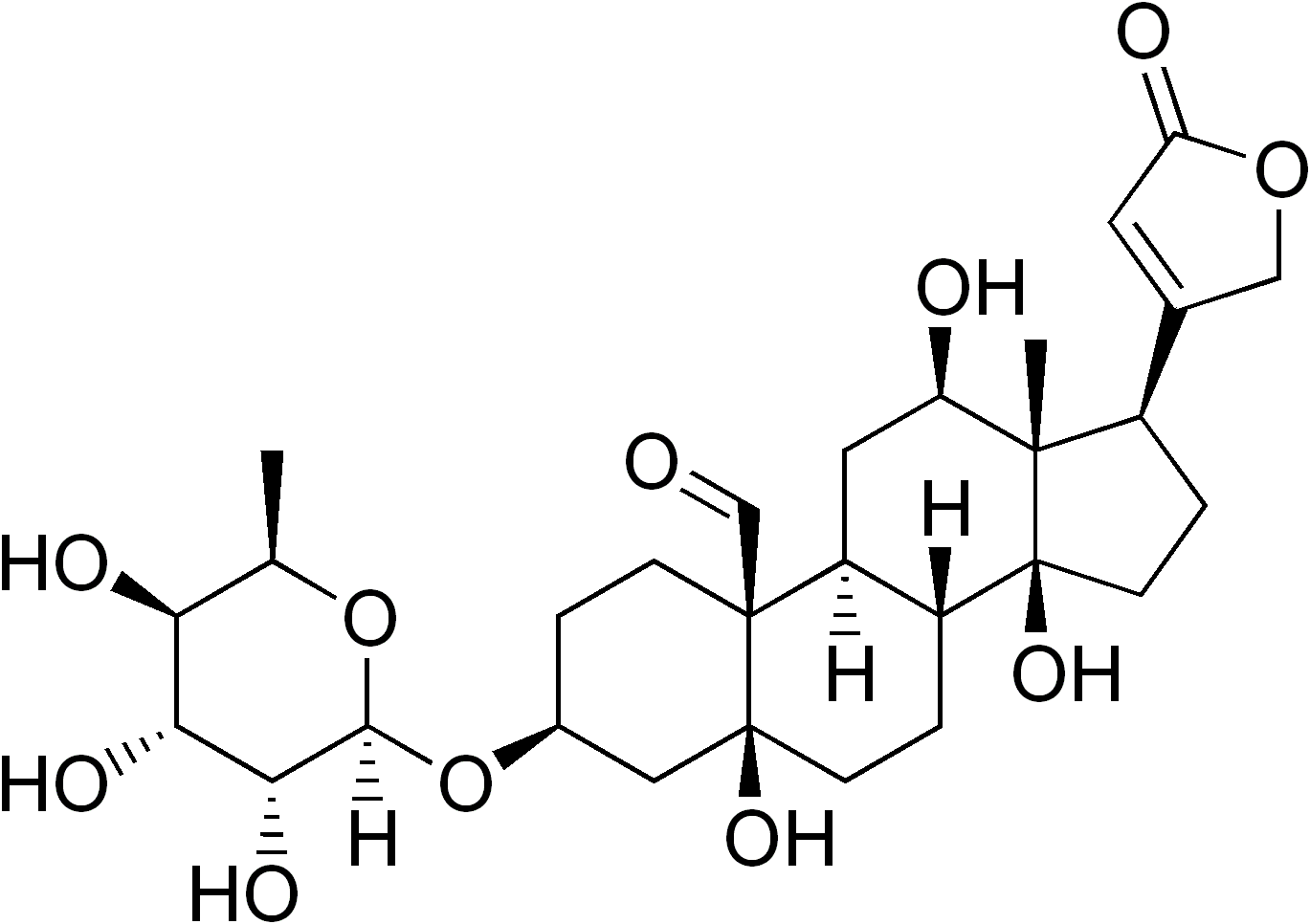
Strukturní vzorec α-antiarinu

## Taxonomie
Rod Antiaris je v rámci čeledi Moraceae řazen do tribu Castilleae a podtribu Castillineae. Nejblíže příbuzným rodem je podle výsledků fylogenetických studií rovněž monotypický rod Mesogyne, pocházející z tropické Afriky.
V minulosti bylo v rámci rodu Antiaris rozlišováno více druhů, které byly v roce 1977 shrnuty do široce pojatého druhu Antiaris toxicaria a jsou nadále rozlišovány na úrovni subspecií.

## Význam
Z nařízlé kůry ančaru se v jižní Číně, Indočíně a jihovýchodní Asii získává latex, který je spolu s kůrou kořenů různých druhů kulčib hlavní surovinou k přípravě šípových jedů. Používá se také k rybolovu.
Je znám pod názvem upas nebo upus a aplikuje se na špice šípů i šipek do foukaček.
Jako protijed se používají listy či plody pepřovníku Piper vestitum, plody Scorodocarpus borneensis (olaxovité) nebo šťáva citrusu Citrus acida.
Plody jsou jedlé, listy se používají jako krmivo.
Dřevo ančaru je lehké, s hustotou okolo 0,43 g/cm3, dobře opracovatelné, málo trvanlivé. Jádrové dřevo bývá bělavé, nažloutlé nebo světle žlutohnědé, s pravidelnou strukturou, nezřetelně oddělené od běli. Bývá obchodováno pod názvem ako.
V Malajsii je známo jako ipoh. Je využíváno v truhlářství, k výrově nábytku, beden, podlah, obložení, násad a držadel, hraček a podobně. Často se také zpracovává na dýhy.
Domorodci jej hojně využívají na lehké stavby a výrobu kánojí. V některých afrických zemích (například v Ugandě) je populárním materiálem k výrobě bubnů. Kořeny někdy slouží jako náhrada korku.
Dřevo má spíše místní význam. Mezinárodně se obchoduje zejména k výrobě překližek a dýh, často ve směsi s jinými lehkými listnatými dřevy.
V tropech je ančar vysazován jako pouliční a stínící strom. 
Rostlina je široce využívána v africké i asijské tradiční medicíně.
V Africe se latex zevně používá na řezné rány, zranění a různé kožní neduhy jako je ekzém či lepra, vnitřně jako projímadlo. Semena, listy a kůra slouží ke snížení horečky, semena při úplavici, kůra při žloutence.
Ethanolový výluh z kůry má cytotoxické účinky proti nádorovým buňkám.
V kultuře některých etnik jihovýchodní Asie je ančar posvátný strom.